# Amtsgericht Freyung

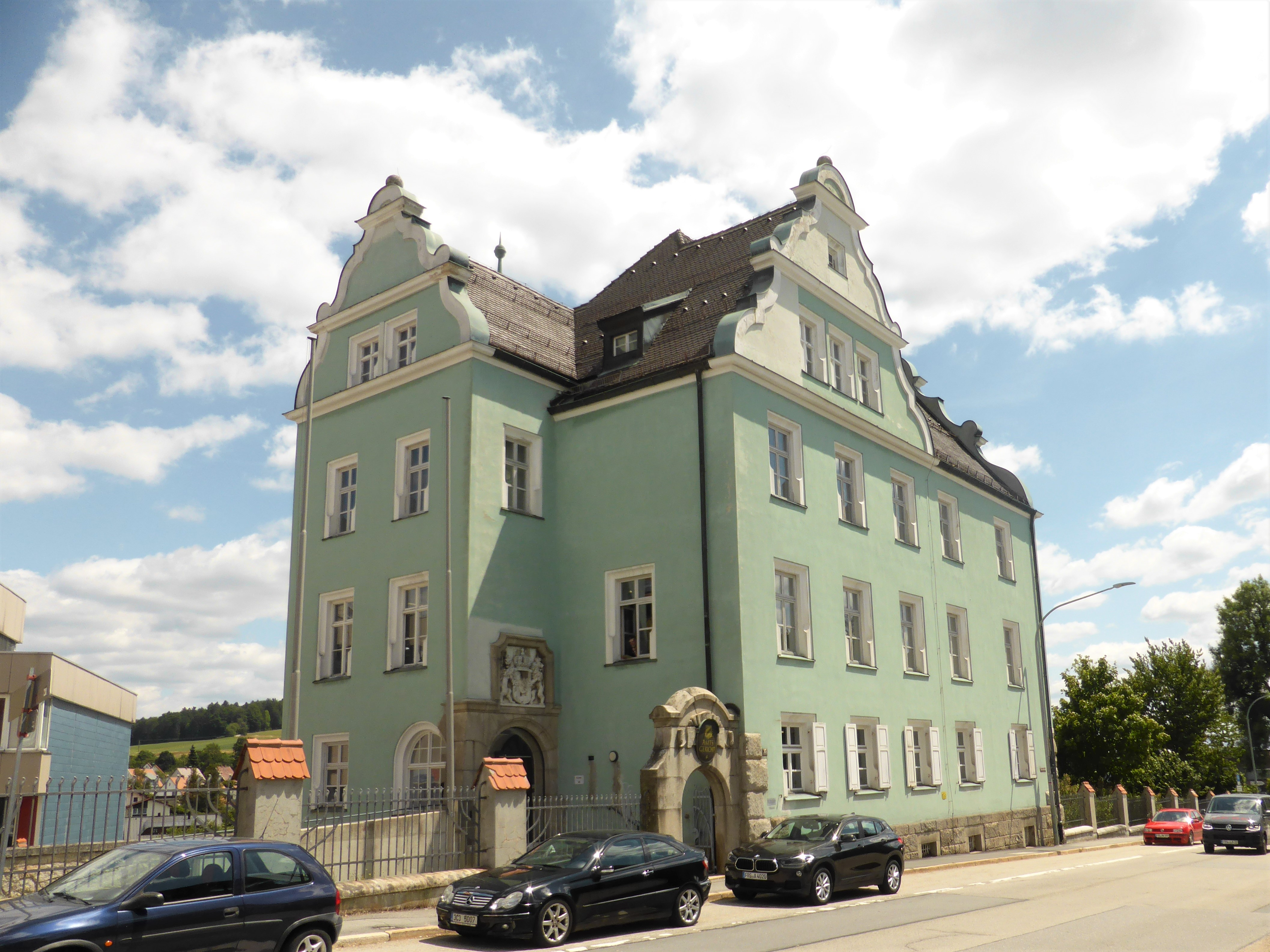
Amtsgericht in Freyung

Das Amtsgericht Freyung ist ein Gericht der ordentlichen Gerichtsbarkeit, sowie eines von 73 Amtsgerichten in Bayern. Das Amtsgericht ist in der Geyersberger Straße 1 und der Bahnhofstraße 15 in Freyung untergebracht.

## Geschichte
Als 1803 das Hochstift Passau mit dem Reichsdeputationshauptschluss aufgelöst wurde, fiel Freyung zunächst dem österreichischen Herzogtum Salzburg zu und kam zwei Jahre später mit dem Frieden von Pressburg an das Königreich Bayern. Das nach der Übernahme durch Bayern in Schloss Wolfstein ansässige bayerische „Landgericht älterer Ordnung“ war bis 1862 eine staatliche Verwaltungseinheit der unteren Ebene, mit Verwaltungsaufgaben ähnlich den heutigen Landkreisen. Zugleich war das Landgericht älterer Ordnung auch Justizorgan der niederen Gerichtsbarkeit und damit die Eingangsinstanz der ordentlichen Gerichtsbarkeit, vergleichbar mit dem heutigen Amtsgericht. Es nahm aber auch Aufgaben der höheren Gerichtsbarkeit wahr (wie heutige Landgerichte) und verrichtete notarielle Tätigkeiten.
Die Funktion der Landgerichte als Verwaltungsbehörde und zugleich Justizorgan wurde als struktureller Fehler der bayerischen Verfassung angesehen, da damit die richterliche Unabhängigkeit berührt war. Der Richter war neben seinem Richteramt durch seine gleichzeitige Funktion als Verwaltungsbeamter weisungsgebunden. Um diesen Mangel zu beheben, wurde am 10. Januar 1861 das Gerichtsverfassungsgesetz erlassen. Dieses Gesetz ermöglichte die Trennung von Justiz und Verwaltung. Die administrativen Verwaltungsaufgaben wurden aus den Landgerichten herausgelöst und auf die neu geschaffenen Bezirksämter übertragen. Die verbleibenden Rechtspflegeeinrichtungen behielten zunächst die Bezeichnung Landgericht. Anlässlich der Einführung des Gerichtsverfassungsgesetzes am 1. Oktober 1879 kam es zur Errichtung des Amtsgerichts Freyung, dessen Sprengel das frühere Bezirksamt Wolfstein bildete.

## Zuständigkeitsbereich
Der Zuständigkeitsbereich des Amtsgerichts Freyung erstreckt sich auf das Gebiet des heutigen Landkreises Freyung-Grafenau. Verhandelt werden Zivil-, Familien- und Strafsachen sowie Insolvenzverfahren
und Zwangsversteigerungen
Folgende Verfahren werden am Amtsgericht Passau bearbeitet und verhandelt:
- Handelsregister
- Vereinsregister

## Beschäftigte
Mitarbeiter am Amtsgericht sind neben Richtern auch Rechtspfleger und Beamte des mittleren Justizdienstes sowie Justizarbeitnehmer, Justizwachtmeister und Hausmeister. Des Weiteren sind Gerichtsvollzieher für das Amtsgericht tätig.

## Übergeordnete Gerichte
Dem Amtsgericht Freyung ist das Landgericht Passau übergeordnet, das wiederum dem Oberlandesgericht München untergeordnet ist.

## Gebäude
Das denkmalgeschützte Amtsgerichtsgebäude in der Bahnhofstraße 15 ist ein dreigeschossiger Satteldachbau mit drei Schweifgiebeln und Erkerturm, in Neurenaissance-Formen aus dem Ende des 19. Jahrhunderts. Die Gartenumfriedung mit gemauerten Säulen und eisernen Jugendstilgittern stammt aus der Zeit um 1900.
Das Hauptgebäude befindet sich in der Geyersberger Straße 1.